# گرینزبورو (جورجیا)
گرینزبرو، جورجیا (به انگلیسی: Greensboro, Georgia) یک شهر در ایالات متحده آمریکا با جمعیت ۳٬۲۳۸ نفر است که در جورجیا واقع شده‌است.